# Кастельвеккьо
Кастельве́ккьо (итал. Castelvecchio — старый замок) — замок в городе Верона (Италия). Замок построен в качестве фортификационного сооружения на берегу реки Адидже в период правления Скалигеров, строительство продолжалось с 1354 по 1376 год. Изначально замок носил имя Сан Мартино аль Понте в честь находившейся рядом с ним древней церкви святого Мартина (её фрагменты были обнаружены при археологических раскопках). Своё текущее название замок получил после того как в XV веке в Вероне был построен новый замок на холме Сан Пьетро.
Строение выполнено из красного кирпича и лишено каких либо украшений. Внутренние дворы и башни Кастельвеккьо включают в себя фрагменты городских стен эпохи Древнего Рима. По периметру замка расположены шесть башен, в том числе и донжон. Замок соединён с левобережной частью города мостом Скалигеров, построенном в 1355 году.
В настоящее время (с 1923 года) в замке располагается Городской музей Кастельвеккьо (итал. Museo Civico di Castelvecchio) с богатой коллекцией средневековой живописи и скульптуры.

## Галерея

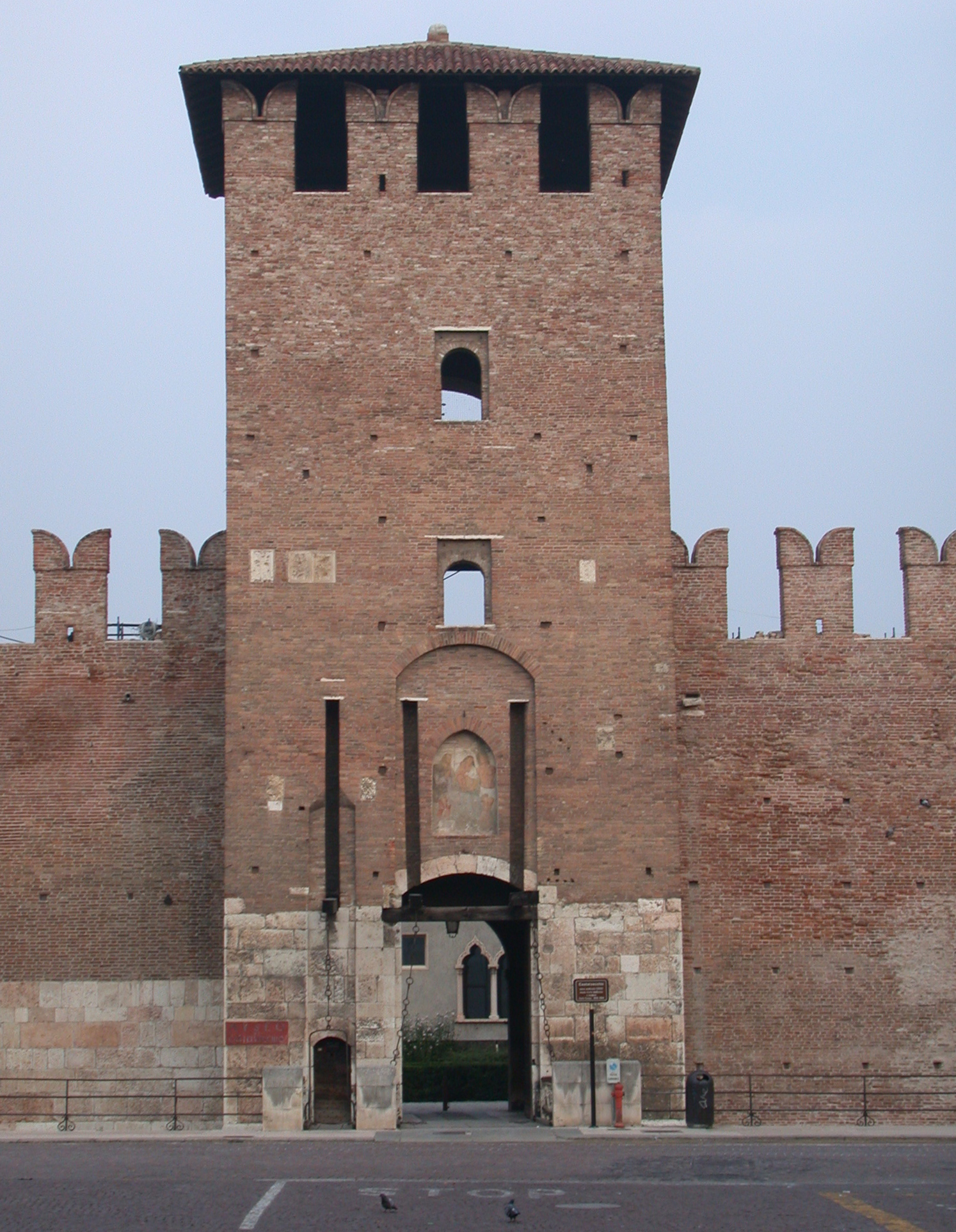
Башня замка
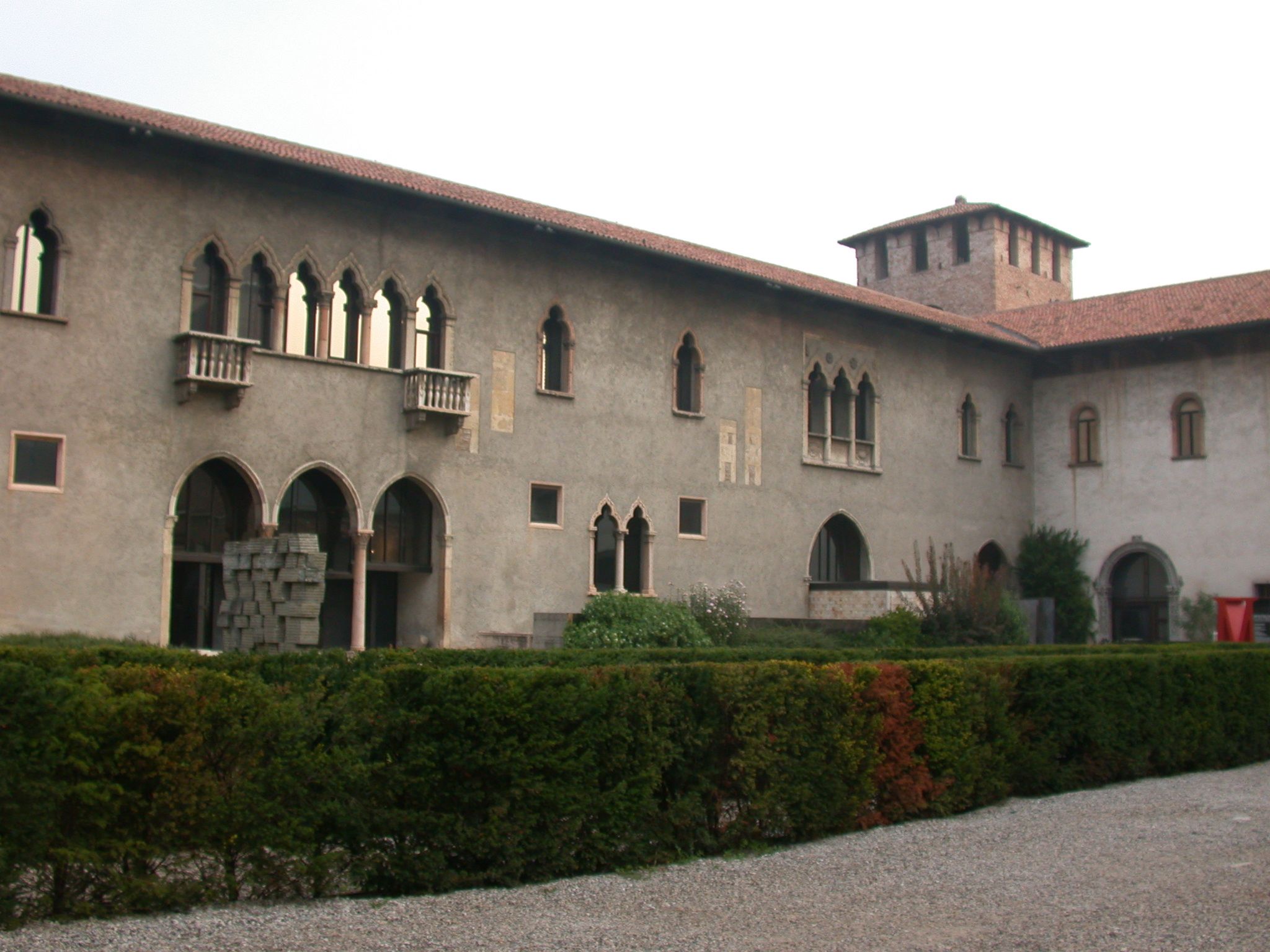
Внутренний двор
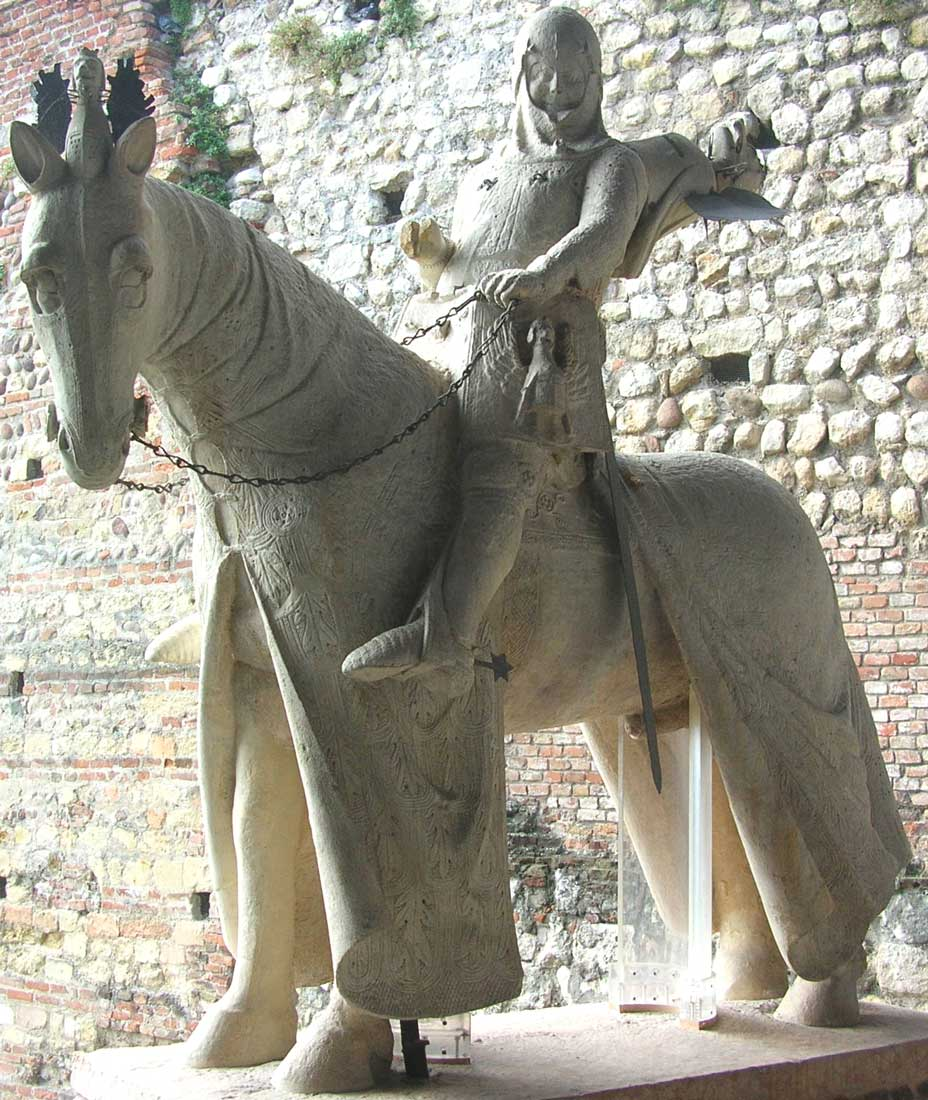
Статуя Кангранде I делла Скала, основателя замка
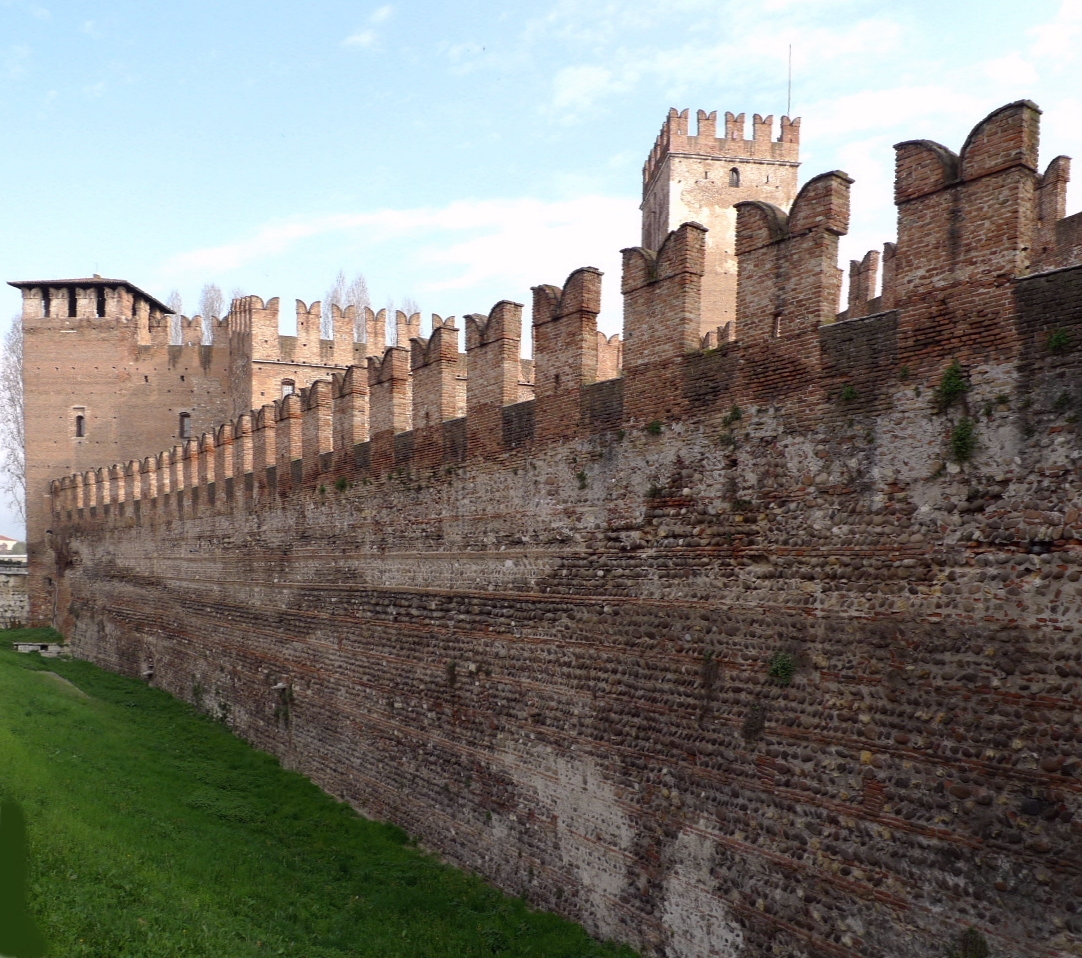
Внешняя стена замка